# Bleach (manga)
Cet article concerne le manga de Tite Kubo. Pour l'adaptation en série d'animation, voir Bleach (série télévisée d'animation). Pour les articles homonymes, voir Bleach.
Autre
Bleach (BLEACH, ブリーチ, Burīchi) est un shōnen manga écrit et illustré par Tite Kubo. Il est prépublié dans l'hebdomadaire Weekly Shōnen Jump de l'éditeur Shūeisha du 7 août 2001 au 22 août 2016 et est compilé en 74 tomes au 4 novembre 2016. La version française du manga est publiée par Glénat du 17 juillet 2003 au 6 septembre 2017 avec 74 tomes. Avec 130 millions de volumes commercialisés, c'est l'un des mangas les plus vendus au monde.
Le manga est adapté par le studio Pierrot en série télévisée d'animation de 366 épisodes sous le même titre, diffusée du 5 octobre 2004 au 27 mars 2012 sur TV Tokyo. L'adaptation du dernier arc, Thousand-Year Blood War (La Guerre sanglante de mille ans), est diffusée en quatre parties : la première entre le 11 octobre et le 27 décembre 2022, la deuxième entre le 8 juillet et le 30 septembre 2023, la troisième entre le 5 octobre et le 28 décembre 2024, et la quatrième est prévue pour 2025.

## Histoire

### Prologue
L'histoire de Bleach se déroule dans une version alternative de notre monde où des shinigami, les faucheurs des âmes, protègent l'espèce humaine et les âmes des morts des hollows, forme bestiale des âmes perdues.
Cette lutte incessante, invisible aux yeux d'une très large majorité d'humains, se fait notamment à l'aide de Zanpakutō, des sabres spirituels liés à leurs maîtres qui peuvent se transformer.
Cette réalité alternative est constituée de plusieurs mondes parallèles parmi lesquels, outre la Terre, se trouvent entre autres la Soul Society, le monde des shinigamis (alias le paradis), le Hueco Mundo, le monde des hollows (les âmes torturées) et l'Enfer (là où vont les mauvais esprits qui ont accompli des actes néfastes dans leur vie terrestre).

### Synopsis
Le récit commence en 2001 au Japon dans la ville fictive de Karakura. Ichigo Kurosaki, lycéen de 15 ans, arrive à voir, entendre et toucher les âmes des morts depuis qu'il est tout petit. Un soir, sa routine quotidienne vient à être bouleversée à la suite de sa rencontre avec une shinigami (死神, littéralement « dieu de la mort »), Rukia Kuchiki, et la venue d'un monstre appelé hollow. Ce dernier étant venu dévorer les âmes de sa famille et la shinigami venue le protéger ayant été blessée par sa faute, Ichigo accepte de devenir lui-même un shinigami afin de les sauver.
Cependant, le transfert de pouvoir, censé être temporaire et partiel, est complet et ne s'achève pas. Ichigo est forcé de prendre la responsabilité de la tâche incombant à Rukia Kuchiki. Il commence donc la chasse aux hollows tout en protégeant les âmes humaines.
Le début est centré sur une chasse aux mauvais esprits relativement peu puissants, avec un simple sabre. L'histoire va peu à peu se diriger vers un vaste complot mystico-politique après l'apparition des premiers autres shinigami. Les batailles au sabre du commencement vont alors se métamorphoser en combats dantesques avec des armes aux pouvoirs surprenants et variés, et parfois aux proportions gigantesques.

### Univers
L'univers de Bleach se divise en quatre parties majeures : la banlieue de Karakura qui semble se situer aux alentours de Tokyo, dans notre monde, la Soul Society (de l'anglais société des âmes), c'est-à-dire l'au-delà, puis le Hueco Mundo (de l'espagnol : monde creux), là où vivent les hollows (cavités, creux en anglais, pour leur trou distinctif, situé en général au milieu de leur poitrine) et l'Enfer (Les humains ayant commis des crimes trop graves pour être pardonnés avant leur transformation en hollow y sont amenés).

## Personnages

### Principaux
Ichigo Kurosaki (黒崎 一護, Kurosaki Ichigo, accent tonique sur le premier I)
C'est un jeune lycéen de 15 ans au début de la série. Il a toujours été différent des autres : il a les cheveux naturellement roux, contrairement à sa famille qui a des cheveux dans les tons bruns / noirs, et depuis peu, Ichigo voit les fantômes et communique avec eux. Ce trait n'est pas unique dans sa famille, sa sœur cadette Karin, les voit plus ou moins bien également, ainsi que sa sœur Yuzu qui les ressent. Son zanpakutô se nomme Zangetsu (斬月 litt. Lune Tranchante). Il peut utiliser le « Bankai », la forme finale de son zanpakutô nommé Tensa Zangetsu (天鎖斬月 litt. Lune Tranchant Les Chaînes Célestes). Tensa Zangetsu a alors la forme d'une fine lame noire, ce qui peut être très peu impressionnant comparé aux bankai des autres personnages (notamment des capitaines), mais qui augmente considérablement la vitesse d'Ichigo. Il peut également se transformer en Hollow, ce qui augmente encore plus sa force comme sa vitesse.
L'histoire de Bleach s'amorce avec la rencontre entre Rukia Kuchiki et Ichigo Kurosaki.
Le prénom Ichigo ressemble phonétiquement au mot fraise d'où son surnom donné par certain personnage du manga strawberry (苺, ou ichigo en romaji, strawberry en anglais, d'où les jeux de mots dans les titres de chapitres/volumes) en japonais selon les caractères que l'on emploie pour l'écrire, mais Ichi en japonais veut dire « un » et également « garçon » et go veut dire protéger ; ses parents lui ont donné ce nom pour qu'il protège ses proches (enfin, d'après lui) ou le chiffre 5 en Rômaji.
Note : Dans une interview, Tite Kubo précise que le nom Ichigo est celui de son chien décédé. D'ailleurs, il rajoute qu'il lui arrive parfois de voir son chien lui parler dans ses rêves qui, selon Kubo, sont sa source d'inspiration.
Rukia Kuchiki
Rukia Kuchiki est la Shinigami qui donne ses pouvoirs à Ichigo dans le premier épisode. Par la suite, elle lui apprendra beaucoup de choses sur les shinigami et les Hollows et deviendra très complice avec lui, au point de vivre dans son placard.
Son Zanpakuto, qui est de type glace, est parait-il reconnu comme le plus beau zanpakutô de glace de tout Soul Society. Il se nomme Sode no Shirayuki (qui signifie « Manche de neige blanche » en japonais). Rukia maîtrise 3 attaques qui sont :
Some no mai : Tsukishirô ! (Première danse : Lune Blanche) : Le sol est recouvert d'un cercle de glace gelant ciel et terre.
Tsugi no mai : Hakuren ! (Deuxième Danse : Vague Blanche) : Rukia lance une énorme vague blanche gelant tout sur son passage.
San no mai : Shirafune ! (Troisième Danse : Lame Blanche) : Rukia rallonge son Zanpakutô à une assez longue distance (à l'instar de Gin qui peut l'allonger de 13 km lors de son Bankai).
Avant de vivre dans l'une des 4 familles nobles du Seireitei, la famille Kuchiki, Rukia vivait dans un des districts les plus dangereux du Rukongai. Une fois l'école des Shinigami intégrée (avec Renji), elle s'est révélée être très douée. C'est Byakuya qui décidera alors de l'adopter dans la famille car c'est sa femme, la sœur de Rukia, qui lui avait demandé, avant qu'elle ne meure, de la retrouver et de l'élever comme sa propre sœur.
Dans l'arc Fullbring, Rukia est devenue la nouvelle vice-capitaine de la treizième division d'après l'insigne qui est accroché à son épaule gauche.
Uryū Ishida
Uryū Ishida appartient à la caste des Quincy. Les Quincy sont des humains chasseurs de hollows capables de détecter leur présence et de créer des arcs d'énergie (reishi) grâce à leur maîtrise du reishi présent dans l'environnement, qu'ils absorbent. Depuis des centaines d'années, une profonde rivalité existe entre shinigami et Quincy. Leur différence est la manière qu'ils ont de mettre un terme à l'existence des hollows. Tandis que les shinigami purifient les hollows avec leur zanpakuto (rituel des funérailles d’âme) et les envoient à la Soul Society, les Quincy les éliminent. Cette façon d'opérer causant un déséquilibre entre le monde des vivants et le monde spirituel, la race des Quincy a fini par être détruite par les shinigami il y a 200 ans.
Un des derniers de sa race, Ishida hait plus que n'importe qui le monde des shinigami qu'il considère comme responsables de la mort de son grand-père (qui était également son maître et lui apprenait à se servir de ses pouvoirs de Quincy). C'est cette haine envers les shinigami qui le poussera à vouloir affronter Ichigo afin de le battre, démontrant ainsi que l'existence des shinigami n'est pas nécessaire dans ce monde.
Cependant, ils coopéreront à plusieurs reprises, la première fois étant à cause du lâcher de hollows de Uryu qui a causé une réaction en chaîne désastreuse. Par la suite il deviendra même très ami avec Ichigo, Sado, Orihime, Rukia, Renji ainsi que les shinigamis de la soul society comme le capitaine de la douzième division Mayuri Kurotsuchi.
Ishida est très intelligent et possède un puissant pouvoir spirituel qui lui a permis de détecter les pouvoirs d'Ichigo dès leur première rencontre. Son arme est un arc et des flèches créées avec son pouvoir en condensant l'énergie spirituelle qui l'entoure à l'aide de la croix des Quincy. Ishida possède une croix spéciale en forme de pentagone à cinq branches. Celle-ci lui permet de faire apparaître un arc spécial avec de multiples ouvertures. Il peut ainsi tirer plusieurs flèches en une seule volée pour un total maximum de 1200 par salve ou volée.
Orihime Inoue
Orihime Inoue est une jeune lycéenne orpheline, elle a, au début de l'histoire, 15 ans et est dans la classe d'Ichigo, dont elle est secrètement amoureuse. Son grand frère l'a amenée avec lui quand il s'est enfui de chez lui. Leur mère était une prostituée et leur père était souvent absent. Ils avaient alors 18 et 3 ans. C'est donc lui qui l'a élevée. Cependant, il est mort trois ans avant le début de la série.
Elle vit désormais seule. Orihime est une fille qui s'oblige à avoir toujours le sourire et à être joyeuse, pour ne pas inquiéter les autres, mais elle se perd souvent dans ses réflexions et pense alors à des choses absurdes qui font rire son entourage. Sa meilleure amie, Tatsuki Arisawa, dit qu'elle mérite mieux car elle est une « beauté à grosse poitrine » : en effet Orihime est une ravissante jeune fille qui attire tous les garçons de sa classe comme Asano.
Elle a de très longs cheveux, qui sont d'après ses propres termes la preuve de la confiance qu'elle porte envers Tatsuki. En effet, lorsque Orihime avait environ 12 ans, on lui a coupé les cheveux et depuis ce jour, Tatsuki la protège et frappe tous ceux qui s'en prennent à elle. Ayant confiance, Orihime peut laisser ses cheveux pousser.
Ses pouvoirs se réveillent peu de temps après avoir rencontré Ichigo et apparaissent lorsqu'elle se bat avec un Hollow qui avait pris possession du corps de Tatsuki ; à ce moment, voyant son amie dans un piteux état, sa colère envers le Hollow et sa volonté de protéger à son tour sa meilleure amie active ses pouvoirs. Ses pouvoirs demeurent dans les barrettes que lui a offertes son frère, six créatures volantes s'y trouvent : Shuno, Ayame, Lily, Baigon, Tsubaki et Inagiku.
Orihime est parfois jalouse de Rukia (voir épisodes 115 et 116) car, en revenant dans le monde original, Rukia redonne le sourire à Ichigo alors qu'elle n'a pu le faire. Plus tard, quand elle est contrainte de partir au Hueco Mundo pour rejoindre Aizen, elle aura quelques heures pour dire adieu à une personne. Elle passe voir Tatsuki mais finalement, elle choisira d'aller dire au revoir à Ichigo qui était gravement blessé. Elle lui tient la main puis décide de l'embrasser mais au dernier moment elle hésite, puis s'en va, en laissant peut-être sa seule chance s'échapper. Ce dernier, une fois réveillé, se rend compte qu'elle était passée le voir durant son sommeil et proteste contre Ukitake et Yamamoto qui affirmeront qu'elle est sans doute morte.
Yasutora « Chad » Sado (茶渡 泰虎, Sado Yasutora)
Chad, comme tout le monde l'appelle, est un lycéen peu bavard. Il va développer un pouvoir aux côtés d'Ichigo. Il est né au Japon mais a vécu au Mexique avec son grand-père. Il a promis de ne jamais se battre pour lui-même ; c'est avec une promesse où Ichigo et lui acceptèrent de se protéger mutuellement qu'il devint vraiment ami avec lui. Chad a développé des pouvoirs qui ressemblent à ceux des hollows. Chad dispose de la faculté de recouvrir ses bras d'une matière spirituelle inconnue puissante qui lui confère le pouvoir de décocher d'énormes ondes de choc. Il possède un pouvoir, formant comme une armure rouge et noire sur son bras droit, lui conférant une force incroyable concentrée dans ce bras. Plus tard dans l'histoire son bras droit se transforme et un bouclier apparait sur celui-ci. Puis, Chad se rend compte que son bras droit a plus une force défensive (grâce à l'apparition du bouclier) et en combattant un arrancar, un bras gauche apparait. Celui-ci sert pour l'attaque et est de couleur blanche et rouge plutôt clair.
Son bras droit se nomme « Brazo derecho del gigante » ou le bras droit du géant tandis que son bras gauche « Brazo izquierdo del diablo » ou le bras gauche du diable. Sa plus forte attaque se nomme « La Muerte » ou la mort. En fait, c'est un Fullbringer.
Kon
Kon est la mascotte du manga. Il s'agit d'une âme artificielle, ou mod soul, fabriquée à la Soul Society (projet Spear Head). Elles étaient programmées au combat pour aider les shinigami en développant une de leurs aptitudes physiques, mais des défaillances ainsi que des problèmes d'éthique les poussèrent à en arrêter la fabrication et à détruire les spécimens existants. Kon parvint à en réchapper, caché parmi de simples âmes (Soul Candies) uniquement destinées à occuper les corps inertes des shinigami.
Kon est en fait un Under Pod, soit une âme artificielle dont on a augmenté les capacités des jambes. Ainsi, il est capable de sauter à plusieurs mètres de haut, ou de donner des coups de pied très puissants.
Kon est donc avant tout un personnage torturé par son statut « d'erreur » que tous ont voulu éradiquer, avant de devenir un élément comique de Bleach. Ichigo le dissimule dans une peluche de lion qu'il a trouvé dans des ordures, sans imaginer qu'il donnerait vie à celle-ci. Depuis, il n'arrête jamais de vouloir se battre ou séduire de jolies filles comme Rukia Kuchiki, Orihime Inoue ou plus tard Rangiku Matsumoto, mais il finit toujours par se faire piétiner et déchirer. Ainsi, Ichigo demande régulièrement à Uryū de le recoudre (depuis, il a la croix des Quincy derrière la tête, mais il ne le sait pas).
Son nom vient de Kaizuku Konpato qui veut dire âme modifiée : baptisé Kon par Ichigo, en l'honneur d'un manga qu'il lisait étant petit, d'ailleurs Kon lui a dit à ce moment de l'appeler Kai pour Kaizuku mais Ichigo trouvait ça trop cool pour lui. Il est aussi appelé Bostaf par Yuzu (une des sœurs d'Ichigo).
Dans un OAV de l'anime ce n'est autre que Tite Kubo, le mangaka, qui prête sa voix à la mascotte de la série.
Renji Abarai (恋次 阿散井, Renji Abarai)
Renji Abarai est né à Rukongai, il est un ami de Rukia avec qui il a grandi. Ils se sont éloignés l'un de l'autre à cause de l'adoption de Rukia par la famille Kuchiki. Peu de temps avant le départ de Rukia pour le monde des humains, il a été promu vice-capitaine de la 6e division du Gotei 13. Bien qu'il ne le montre pas au début, il est très attaché à Rukia. C'est dans le but de la protéger qu'il acquiert le bankaï. Son rêve le plus cher est de surpasser le capitaine Kuchiki. Son Zanpakuto se nomme Zabimaru. Lors de son shikai, sa lame se sépare en plusieurs parties ce qui lui permet de l'utiliser comme un fouet.
Il est passé auparavant par les divisions 11 (sous les ordres de Zaraki Kenpachi) et 5. Il est très ami avec la bande du capitaine Zaraki, ainsi qu'avec Momo Hinamori et Kira Izuru, les vice-capitaines de la 5e et 3e division. Il a été muté en même temps que Momo et Izuru dans la 5e division, ensuite dans la 11e division pour cause de bagarre, mais également pour l'éloigner de ses amis. Il y rencontre Ikkaku et lui demande de lui apprendre à mieux se battre, afin d'atteindre le shikai. Maintenant, il est l'un des rares non-capitaines du Gotei 13 à détenir le bankai et un des seuls à savoir qu'Ikkaku le possède.
L'esprit de son Zanpakutō a été révélé.
Il a beaucoup de connaissances et d'amis. Lorsque Rukia va être condamnée à mort, il est ennemi d'Ichigo et ses amis, par la suite il devient un de leurs plus puissants et fidèle alliés en les aidant dans le monde original puis en allant sauver Orihime dans le Hueco Mundo bien que la Soul Society ait refusé d'aller porter secours à cette dernière, la considérant comme une traître.
Renji et Ichigo sont incapables de rester ensemble sans se disputer. Les amis d'Ichigo pensent que tous deux sont cousins, car il leur a présenté Renji de cette façon dans l'anime. Cependant, en pleine bataille, ils s'entendent très bien et peuvent même agir en équipe, notamment lors d'un combat contre Aizen. Par contre, Renji aime taquiner Ichigo et vice versa.
Après la bataille contre Aizen, Renji s'est entrainé durement pour acquérir de la puissance afin de vaincre Aizen si celui-ci devait revenir. Il sera assez vite battu lors de l'attaque des Quincy sur la Soul Society. Il survit malgré tout et suit la division Zero dans la dimension du roi en compagnie d'Ichigo afin d'y être soigné par Kirinji.

Shinji Hirako
Shinji est un personnage étrange, au physique mince et allongé. On le voit pour la première fois comme étant un nouveau camarade de classe à Ichigo, peu après son retour à Karakura une fois le sauvetage de Rukia effectué. Très vite, Ichigo doute de Shinji en le voyant muni d'un Zanpakuto. En réalité Shinji est un Vizard (shinigami ayant transcendé la frontière avec le hollow à la suite d'une expérience menée par Aizen, qui était à l'époque son vice capitaine), et également l'ancien capitaine de la 5e division du Gotei 13. Shinji devient très vite un personnage important en enseignant la maîtrise de son hollow à Ichigo. Il se bat également contre Grimmjow, combat quasiment à sens unique pour le Vizard. Après la défaite de Aizen, Shinji redevient capitaine de la 5e division. Son Zanpakuto se nomme " Sakanade " et a le pouvoir d'inverser tous les sens de sa victime (référence au fait que Shinji adore faire les choses dans le sens inverse de la normale) son bankai, quand a lui, se nome " Sakashima Yokoshima Happo Fusagari ", et a le pouvoir de brouiller la perception d'alliés et d'ennemis dans la zone d'effet. Ce dernier est interdit car il ne fait pas la différence entre les alliés et les ennemis de Shinji.

### LesShinigami
Les shinigami sont des âmes humaines qui ont acquis le pouvoir de combattre les hollow (une fois tué, le hollow, s'il n'a pas commis de grand crime, est purifié et transmis à la Soul Society). Ce sont les gardiens spirituels des âmes humaines qui permettent l'ordre chez les humains en envoyant les âmes à la Soul Society.

### LesHollows
Il existe des âmes errantes, qui sont à la base des esprits, ayant appartenu à des humains qui ont gardé des sentiments de rancune, de désespoir ou de haine, ce qui les empêche d'être en paix et de trouver le repos éternel. Ils finissent par se transformer en hollow lorsque ces sentiments prennent le dessus sur la raison et sont uniquement guidés par leur faim d'âmes humaines, vivantes ou mortes.
Mais parfois, il arrive que ces âmes errantes se fassent dévorer par des hollows. Si trop d'âmes sont dévorées, cela rompt l'équilibre de la Soul Society : le monde des vivants et celui des morts risquent d'entrer en collision, brisant la barrière. C'est une raison supplémentaire pour que les shinigami les purifient et préservent l'équilibre.
Les hollows se distingue des Menos Grande par leur aspect, leur taille et leur couleur. Les Menos Grande sont la fusion de plusieurs centaines d'âmes perdues. Les Menos Grande appartiennent à trois catégories distinctes (de la moins, à la plus puissante) :
- Les Gillians
- Les Adjuchas
- Les Vasto Lordes

### LesBounts
Ce sont des « erreurs », créés à la suite d'une expérience des Shinigamis qui a mal tourné. La « créatrice » des Bounts s'appelle RanTao. Ils sont immortels et ont été créés pour tuer des Hollows. Ils ont l'apparence d'humains, à l'origine les Bounts se nourrissaient de cadavres humains. Mais peu de temps après, ils se sont mis à attaquer les humains vivants, tels des vampires. Par contre, au lieu de se nourrir de sang comme les vampires, ils aspirent les âmes humaines.
Chaque Bount peut posséder une doll. Celle-ci est au Bount ce que le Zanpakûto est au Shinigami, sauf que la doll n'est pas une épée, c'est une sorte de pantin servant les Bounts. Ceux-ci utilisent un sceau pour libérer leur doll. Les Bounts se servent de leur doll pour combattre, mais si par mégarde un Bount se montre faible, elle peut se retourner contre son maitre pour le punir. Elle possède une autre forme, en se matérialisant sous la forme d'une arme blanche. Toutefois, sous cette forme, la doll se retrouve nettement moins efficace.
Les Bounts ont aussi la capacité d'absorber l'énergie spirituelle, pour se régénérer.

### LesVizards
Les Vizards sont des shinigami ayant réveillé le hollow qui est en eux, par la méthode de « hollowfication ». Ichigo en fait partie. Les Vizards apparaissent à partir de l'épisode 110. Ils proposent à Ichigo de les rejoindre, celui-ci refuse mais plus tard, ne pouvant plus contrôler le hollow qui est en lui, il leur demande de l'aide. Après avoir terminé son entraînement, Ichigo devient beaucoup plus puissant et maîtrise son hollow intérieur.
Les Vizards sont :
- Ichigo Kurosaki
- Shinji Hirako
- Hiyori Sarugaki
- Kensei Muguruma
- Love Aikawa
- Lisa Yadomaru
- Hachigen Ushouda (Hachi)
- Mashiro Kuna
- Rôjûro Ôtoribashi (Rose)

### LesArrancars
Les Arrancars sont des Hollow (les Adjuchas, 'Vasto Lordes ou Gillians) ayant arraché leur masque (d'où leur nom, qui signifie « arracher » en espagnol), obtenant ainsi une plus grande puissance. Aizen en a créé aussi avec le Hôgyoku. Ils ont chacun un nombre qui leur est propre, numéroté de 0 à 99. Il s'agit de leur position dans la création des Arrancars. Quant à ceux numérotés de 1 à 10 (l'un d'entre eux se trouvant être le 0 ainsi que le 10 à la fois : le 10 lorsqu'il est scellé et le 0 une fois son énergie libérée), il s'agit des Espadas (« épées »), l'élite des Arrancars, qui ont chacun leur numéro tatoué sur le corps (plus le numéro est petit, plus ils sont puissants). Les Espadas représentent une forme de la mort (exemple : Tia Harribel (prononcé Hallibel en français) no 3 : Le sacrifice, Barragan no 2 : La vieillesse…) et leur nombre est prononcé avec le nombre ordinal espagnol qui leur correspond. Les Espadas peuvent également lancer ce qu'on appelle le « Gran Rey Cero » (prononcé le Grand Celo en français), qui est plus puissant que le Cero normal (prononcé Celo en français). Les espadas possèdent un cube, appelé « Caja Negaciõn », leur permettant de punir leurs « Fraccions », en les enfermant dans une dimension d'où ils ne peuvent pas s'échapper. Au-delà de 100, ce sont les Privaron Espadas qui ont perdu leur place au profit de plus puissants espadas.
Voici les dix Espadas d'Aizen :
1. Coyote Starrk (コヨート・ スターク, Koyōto Sutāku?) (Primera Espada) peut utiliser le « Celo Mitraletta ».
2. Barragan Luisenbarne (バラガン・ルイゼンバーン, Baragan Ruizenbān?) (Segundo Espada)
3. Tia Harribel (ティア・ハリベル, Tia Hariberu?) (Tercero Espada)
4. Ulquiorra Schiffer (ウルキオラ・シファー, Urukiora Shifā?) (Cuatro Espada) utilise aussi le « Celo Obscuras ».
5. Nnoitra Gilger (ノイトラ・ジルガ, Noitora Jiruga?) (Quinto Espada)
6. Grimmjow Jaggerjack (グリムジョー・ジャガージャック, Gurimujō Jagājakku?) (Sexto Espada) peut utiliser le « Gran Rey Celo ».
7. Zommari Leroux (ゾマリ・ルルー, Zomari Rurū?) (Septimo Espada)
8. Szayel Aporro Grantz (ザエル・アポロ・グランツ, Zaeruaporo Gurantsu?) (Octavo Espada) utilise le « Gran Rey Cero ».
9. Aaroniero Arruruerie (アーロニーロ・アルルエリ, Āronīro Arurueri?) (Noveno Espada)
10. Yammy Riyalgo (ヤミー・リヤルゴ, Yamī Riyarugo?) (Decimo Espada puis Cero Espada (no 0) lors de sa forme libérée)

Les Espadas déchus de leur rang :
1. Nelliel Tu Odershwank ou Nell (ネリエル・トゥ・オーデルシュヴァンク, Nerieru Tu Ōderushuvanku?) ([ancienne] Tercera Espada) peut utiliser le « Double Celo ».
2. Luppi Antenor (ルピ・アンテノール, Rupi Antenōru?) ([ancienne] Sexta Espada qui a remplacé temporairement Grimmjow).

Les Espadas (inférieur) déchus de leur rang sont appelés les Privaron Espadas :
1. Dordonii Alessandro Del Socacchio ou Dordoni (ドルドーニ・アレッサンドロ・デル・ソカッチオ, Dorudōni Aressandoro Deru Sokacchio?) (Arrancar 103, c'est aussi un des adversaires d'Ichigo).
2. Cirucci Sanderwicci (チルッチ・サンダーウィッチ, Chiruchi Sandāwicchi?) (Arrancar 105).
3. Gantenbainne Mosqueda (ガンテンバイン・モスケーダ, Gantenbain Mosukēda?) (Arrancar 107).

### LesFullbringers
Les Fullbringers sont chacun le descendant d'une personne qui a été attaqué par un Hollow avant leur naissance. Les traces du pouvoir de ces derniers sont restées dans le corps du parent, qui ont ensuite été transmis au Fullbringer à sa naissance. Les Fullbringers (ou extracteurs) sont donc des humains normaux, hormis le fait qu'ils sont dotés d'un pouvoir : l'Extraction. Cette capacité est basée sur le concept japonais que tout objet, inerte ou vivant, possède une âme, ainsi que sur le sentiment d'« amour » ou d'affection que le Fullbringer éprouve envers l'objet qu'il souhaite utiliser. Le Fullbringer « utilise et manipule » l'âme d'un objet qui lui est familier ou auquel il tient pour en faire une utilisation qui diverge selon l'objet : une arme ou bien une aide. Par exemple, si un Fullbringer utilise l'air, il peut s'en servir comme d'un appui pour sauter très haut ou marcher dans les airs comme les Shinigamis. Par contre si ce même Fullbringer utilise l'âme du goudron sous ses pieds, il peut le rendre élastique pour amortir sa chute. Ginjo Kûgo, le personnage expliquant le Fullbring, utilisera même l'âme de l'alcool de son verre pour le boire sans y toucher. Les pouvoirs du Fullbring peuvent se transmettre à d'autres Fullbringers. Ceux du groupe Xcution veulent se débarrasser de leurs pouvoirs. À cette fin, ils ont besoin de les transmettre à une personne ayant des pouvoirs de Shinigami et d'humain. Ils vont chercher à redonner à Ichigo ses pouvoirs de Shinigami en lui apprenant à utiliser le Fullbring. De nouveaux ennemis apparaîtront, Fullbringers eux aussi : Tsukishima Shukuro et son sous-fifre Moe Shishigawara.

### LeVandenreich
Le Vandenreich (litt. : « L'Empire Invisible ») est une organisation de Quincy qui a survécu à la bataille contre les shinigamis, 200 ans avant le début de l'histoire du manga. L'objectif du Vandenreich est d'éradiquer toute la Soul Society. Yhwach (« A ») est leur chef et possède sous ses ordres des Arrancars (comme Luders Friegen et Ivan Azgiaro) ayant conquis le Hueco Mondo grâce à la Iacto Arme dirigée par Quilge Opie. Leur QG se nomme Silbern (litt. : « Château d'Argent ») Après avoir acquis le pouvoir du Roi des Esprits, Yhwach refaçonne la Soul Society et la baptise Wahrwelt (litt. : « Vrai Monde »), en allemand.
Il possède un groupe d'élite appelé les Stern Ritters, chacun caractérisé par une lettre définissant ses pouvoirs appelé Schrift (litt. : « Sainte Lettre »). 

## Manga
Liste des arcs narratifs officiellement canon :
1. Saga du remplaçant Shinigami :
  - Arc Orihime
  - Arc Chad
  - Arc Uryu Ishida
2. Saga Aizen :
  - Arc Soul Society
    - Partie Rukongai
    - Partie Seireitei

  - Arc Arrancar
    - Partie Ulquiorra
    - Partie Grimmjow
    - Partie Hueco Mundo
    - Partie Fake Karakura
3. Saga Fullbring :
4. Saga Quincy :
  - Arc Quincy
    - Partie Défense de la Soul Society
    - Partie palais du roi spirituel
5. Saga Enfer :
6. Saga Burn the witch (spin-off)

### Fiche technique
- Édition japonaise : Shūeisha
  - Nombre de volumes sortis : 74 (terminé)
  - Date de première publication : janvier 2002
  - Prépublication : Weekly Shōnen Jump, du 20 août 2001 au 22 août 2016
- Édition française : Glénat
  - Nombre de volumes sortis : 74 (terminé)
  - Date de première publication : juillet 2003
  - Format : 115 mm x 180 mm
  - 192 pages par volume

### Liste des chapitres
Un chapitre spécial commémorant le 20e anniversaire du manga est publié le 10 août 2021.

### Éditions à travers le monde
- : Glénat Manga
- : VIZ Media
- : Tokyopop
- : CultureCom
- : Panini Comics
- : Chuang Yi (Chinois simplifié)
- : Tong Li Comics (Chinois traditionnel)
- : Komik Remaja
- : Nation comics (Thaï)
- : Grupo Editorial Vid
- : M&C

## Adaptations

### Anime
Le manga est adapté en anime par le studio Pierrot à partir du 5 octobre 2004. Le 27 mars 2012, la série a pris fin au 366e épisode sur TV Tokyo, au Japon.
Le 21 mars 2020, lors du 20e anniversaire du manga, Tite Kubo a annoncé que le dernier arc, couvrant les tomes 55 à 74 du manga, intitulé Thousand-Year Blood War (La Guerre Sanglante de Mille ans), serait adapté en 4 cours. La diffusion du premier cour a commencé le 11 octobre 2022.

### OVA
Deux OVA de 30 minutes sont sortis au Japon. En France, il n'y a eu aucune sortie et aucun doublage n'a été réalisé.
1. Bleach: Memories in the Rain (漂白剤: 雨の中でメモリ, Hyōhaku-zai: Ame no naka de memori?) est sorti en 2004 au Japon.
2. Bleach: The Sealed Sword Frenzy (漂白剤: 密封された剣逆上, Hyōhaku-zai: Mippū sareta ken gyakujō?) est sorti en 2006 au Japon

### Films d'animation
Au Japon, tous les films de Bleach sont sortis au cinéma, et en France directement en DVD :
1. Bleach: Memories of Nobody (劇場版ブリーチ, Gekijōban Burīchi?) est sorti le 16 décembre 2006 au Japon et le 28 janvier 2009 sous le titre Bleach - Film 1 : Memories of Nobody en France.
2. Bleach: The Diamond Dust Rebellion (劇場版BLEACH The DiamondDust Rebellion もう一つの氷輪丸, Gekijōban Burīchi - Mō Hitotsu no Hyōrinmaru?) est sorti le 13 décembre 2007 au Japon et le 6 janvier 2010 sous le titre Bleach - Film 2 : The Diamond Dust Rebellion en France.
3. Bleach: Fade to Black (劇場版BLEACH Fade to Black 君の名を呼ぶ, Gekijōban Burīchi: Fade to Black - Kimi no na o Yobu?) est sorti le 13 décembre 2008 au Japon et le 21 septembre 2011 sous le titre Bleach - Film 3 : Fade to Black en France[18].
4. Bleach: Hell Verse (劇場版BLEACH 地獄篇, Gekijō-ban Burīchi: Jigoku-hen?) est sorti le 4 décembre 2010 au Japon[19] et le 5 décembre 2012 sous le titre Bleach - Film 4 : Hell Verse en France[20],[21],[22].

### Film en prise de vues réelles
En mars 2010, Warner Bros. confirme la possibilité de créer un projet d'adaptation en film en prise de vues réelles du manga, avec Peter Segal et Michael Ewing comme producteur du film. En 2012, Dan Mazeau (en) est annoncé comme scénariste et Masi Oka, les rejoint en tant que producteur mais le projet reste en suspens.
En août 2016, après la fin de l’anime, la production du film est officiellement lancée par Warner Bros. Japon, réalisé par Shinsuke Sato. La distribution du film est composée de Sōta Fukushi (dans le rôle d'Ichigo Kurosaki), Hana Sugisaki (Rukia Kuchiki), Erina Mano (Orihime Inoue), Ryō Yoshizawa (Uryū Ishida), Yu Koyanagi (Yasutora « Chad » Sado), Taichi Saotome (en) (Renji Abarai), Miyavi (Byakuya Kuchiki), Seiichi Tanabe (Kisuke Urahara), Yōsuke Eguchi (en) (Isshin Kurosaki, le père d'Ichigo) Masami Nagasawa (Masaki Kurosaki, la mère d'Ichigo,,). Le film est sorti le 20 juillet 2018 au Japon,.

## Produits dérivés

### Jeux vidéo
Bleach a été adapté en jeu vidéo. La majeure partie de ces jeux sont réservés au marché japonais sur plusieurs supports : PlayStation 2, PSP et PlayStation 3 par Sony Computer Entertainment ; Game Boy Advance, GameCube, Nintendo DS et Wii par Sega ; iOS et Android.
Les principaux jeux commercialisés en France sont la série Bleach: The Blade of Fate sur NDS, Bleach: Shattered Blade sur Wii ainsi que Bleach: Soul Resurrección sur PlayStation 3.
- Sur PlayStation 2 par Sony Computer Entertainment
  - Bleach: Erabareshi Tamashii
  - Bleach: Hanatareshi Yabou
  - Bleach: Blade Battlers
  - Bleach: Blade Battlers 2

- Sur PSP par Sony Computer Entertainment
  - Bleach: Heat the Soul
  - Bleach: Heat the Soul 2 (par Bandai)
  - Bleach: Heat the Soul 3
  - Bleach: Heat the Soul 4
  - Bleach: Heat the Soul 5
  - Bleach: Heat the Soul 6
  - Bleach: Heat the Soul 7
  - Bleach: Soul Carnival
  - Bleach: Soul Carnival 2

- Sur Game Boy Advance et GameCube par Sega
  - Bleach Advance: Kurenai ni Somaru Soul Society
  - Bleach GC: Tasogare ni Mamieru Shinigami[31]

- Sur Nintendo DS par Sega
  - Bleach: The Blade of Fate
  - Bleach: Dark Souls
  - Bleach: The 3rd Phantom
  - Bleach DS 4th: Flame Bringer
  - Jump Super Stars
  - Jump Ultimate Stars

- Sur Wii par Sega
  - Bleach: Versus Crusade
  - Bleach: Shiraha Kirameku Rinbukyoku
  - Bleach: Shattered Blade[32]

- Sur PlayStation 3 par Sony
  - Bleach: Soul Resurrección[33]
  - Ichigo Kurosaki et Aizen Sosuke, en tant que personnages jouables, et Rukia Kuchiki, en tant que personnage soutien, apparaissent dans le jeu vidéo J-Stars Victory Vs

- Sur PlayStation 4, Xbox One, Microsoft Windows et Nintendo Switch
  - Plusieurs personnages sont jouables dans le jeu vidéo Jump Force

- Sur PlayStation 4, PlayStation 5, Xbox Series et Microsoft Windows
  - Bleach: Rebirth of Souls[34]

- Sur iOS et Android
  - Bleach: Brave Souls
  - Bleach: Soul Reaper
  - Bleach: Imortal Soul

### Publications
- Characters Books
Le premier nommé Bleach Souls est sorti le 3 février 2006 au Japon[35] et le 12 novembre 2009 en France[36] ;
Le deuxième nommé Bleach Masked est sorti le 4 août 2010 au Japon[37] et le 30 novembre 2011 en France[38] ;
Le troisième nommé Bleach Unmasked est sorti le 3 juin 2011 au Japon[39] et le 16 novembre 2012 en France[40].

- Art Book
Un Art Bookook nommé All Colour But The Black est sorti le 4 décembre 2006 au Japon[41] et le 18 novembre 2008 en France[42].
Un nouvel Art Book en édition limitée nommé Bleach Jet Artbook [43]a été réalisé le 4 décembre 2018

- Guide Book
Un Guide Book nommé Bleach - Official Bootleg est sorti le 3 août 2007 au Japon[44] et le 4 juillet 2012 en France[45].

- Anime comics
Les films d'animation ont été adaptés en anime comics.
  - Bleach: Memories of Nobody est sorti le 4 décembre 2007 au Japon et le 4 juillet 2012 en France[46] ;
  - Bleach: The Diamond Dust Rebellion est sorti le 4 décembre 2008 au Japon et le 4 février 2015 en France[47] ;
  - Bleach: Fade to Black est sorti le 4 mars 2010 au Japon.

- Romans
Makoto Matsubara a écrit trois romans avec Tite Kubo :
  - BLEACH　～Letters　From　The　Other　Side～ est sorti le 15 décembre 2004 au Japon[48] ;
  - BLEACH　―THE　HONEY　DISH　RHAPSODY― est sorti le 30 octobre 2006 au Japon[49] ;
  - BLEACH　The　Death　Save　The　Strawberry est sorti le 4 septembre 2012 au Japon[50].

Les quatre films d'animation ont été adaptés en romans par Makoto Matsubara :
  - Bleach: Memories of Nobody est sorti le 18 décembre 2006 au Japon[51] ;
  - Bleach: The Diamond Dust Rebellion est sorti le 22 décembre 2007 au Japon[52] ;
  - Bleach: Fade to Black est sorti le 15 décembre 2008 au Japon[53] ;
  - Bleach: Hell Verse est sorti le 6 décembre 2010 au Japon[54].

Un roman en deux parties nommé Spirits Are Forever With You, écrit par Tite Kubo et Ryōgo Narita, est sorti le 4 juin 2012 en même temps que le tome 55 du manga au Japon :
  - Spirits Are Forever With You I,  (ISBN 978-4-08-703265-9), 288 pages[55] ;
  - Spirits Are Forever With You II,  (ISBN 978-4-08-703266-6), 496 pages[56].

Trois autres romans, toujours écrit par Tite Kubo et Ryōgo Narita, sont sortis entre 2017 et 2018[57].
  - Can't Fear Your Own World I,  (ISBN 978-4-08-703412-7), 276 pages, sorti le 4 août 2017 au Japon et le 7 septembre 2022 en France.
  - Can't Fear Your Own World II,  (ISBN 978-4-08-703464-6), 516 pages, sorti le 2 novembre 2018 au Japon et le 20 septembre 2023 en France.
  - Can't Fear Your Own World III, sorti le 4 décembre 2018 au Japon.

- Édition spéciale
Pour fêter les 10 ans de la série, une édition spéciale en 6 volumes d'environ 600 pages chacun est sorti au Japon entre le 22 août 2011[58] et le 23 janvier 2012[59].

### Série dérivée
Une série dérivée humoristique de Bleach, intitulée Bleach 4-koma Komaburi (BLEACH4コマ　コマブリ), a été créée et dessinée par Atsushi Ôba dans le magazine Saikyō Jump de l'éditeur Shūeisha. Le premier volume est sorti le 4 septembre 2012 et le second le 4 juin 2013.

### Comédies musicales
La popularité de la série d'animation Bleach a donné lieu à la création d'une série de cinq comédies musicales rock, produite conjointement par le Studio Pierrot et Nelke Planning, basées en partie sur les arcs Le Remplaçant et Soul Society : Le Sauvetage. Trois performances supplémentaires ont suivi sous le nom de Live Bankai Shows, indépendamment de l'intrigue de Bleach.
Les comédies musicales sont réalisées par Takuya Hiramitsu, avec une adaptation de scénario par Naoshi Okumura et une musique composée par le dramaturge Shoichi Tama. Les chansons sont complètement originales et ne sont pas extraites de la bande originale de l’anime. Les acteurs clés de la série incluent Tatsuya Isaka, qui joue Ichigo Kurosaki, Miki Satō, qui joue Rukia Kuchiki, et Eiji Moriyama, qui joue Renji Abarai.
La première représentation de la comédie musicale Bleach a eu lieu du 17 août 2005 au 28 août 2005 au centre Space Zero Tokyo à Shinjuku,,.

### Autres produits
Comme tous les mangas populaires, Bleach bénéficie d'une production très importante de figurines diverses et variées. Les droits dérivés sont détenus par différentes sociétés suivant la zone géographique concernée :
- Japon : Figurines en PVC chez Banpresto et Megahouse.
- France,  Union européenne : Statuettes en résine et figurines en PVC chez Tsume.
- États-Unis : Statuettes en résine et figurines PVC chez Toynami.

## Accueil

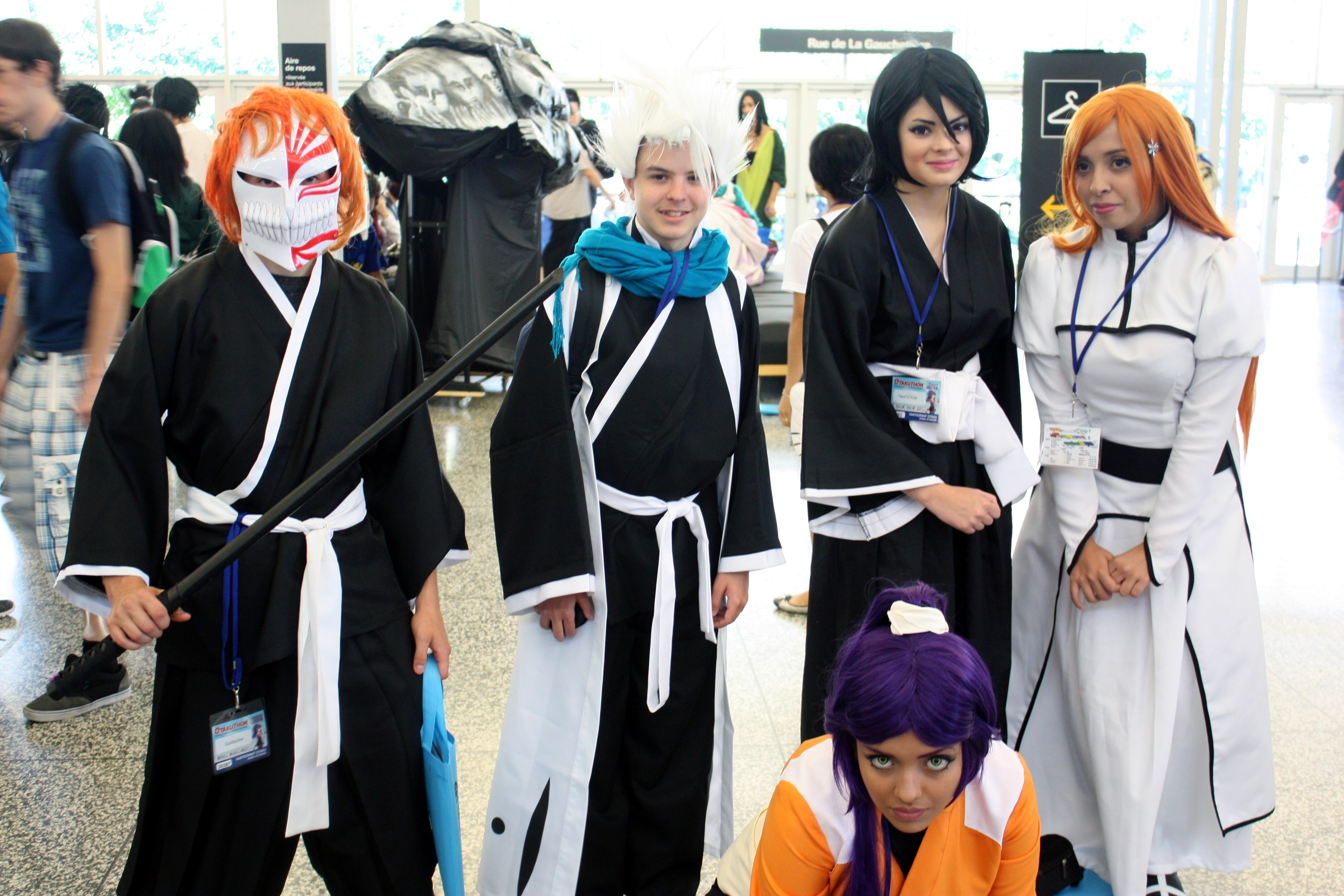
Cosplay des personnages de Bleach, Otakuthon 2014. Montréal.

### Ventes
Au Japon, le manga Bleach s'est écoulé à plus de 90 millions d'exemplaires entre 2001 et 2016. En février 2018, le tirage total du manga s'élève à 120 millions d'exemplaires. En juillet 2022, le tirage total du manga s'élève à plus de 130 millions d'exemplaires en circulation.
Aux États-Unis, le tirage du manga s'élève à plus de 2,7 millions d'exemplaires en 2022.

### Récompenses
En 2005, le manga est récompensé par le 50e Prix Shōgakukan, dans la catégorie shōnen.

### Accueil critique
Bleach est considéré comme l'un des trois mangas shonen les plus populaires des années 2000 aux côtés de Naruto et One Piece. La première partie du manga, des tomes 1 à 21, reçoit un très bon accueil, la deuxième partie, des tomes 21 à 48, reçoit un accueil plus mitigé alors que l'intrigue s'enlise. La troisième partie, des tomes 55 à 74, n'est pas bien accueillie en raison d'une fin précipitée, probablement à cause de contraintes éditoriales. Pour Laurent Frey, de la Fnac, « beaucoup considèrent qu’après le tome 48, le manga n’a plus aucun intérêt ».